# Caviria comes
Caviria comes är en fjärilsart som beskrevs av Carl Geyer 1832. Caviria comes ingår i släktet Caviria och familjen Näbbflyn, Erebidae. Inga underarter finns listade i Catalogue of Life.